# San Sou Pap
 (mai 2021).
Si vous disposez d'ouvrages ou d'articles de référence ou si vous connaissez des sites web de qualité traitant du thème abordé ici, merci de compléter l'article en donnant les références utiles à sa vérifiabilité et en les liant à la section « Notes et références ».

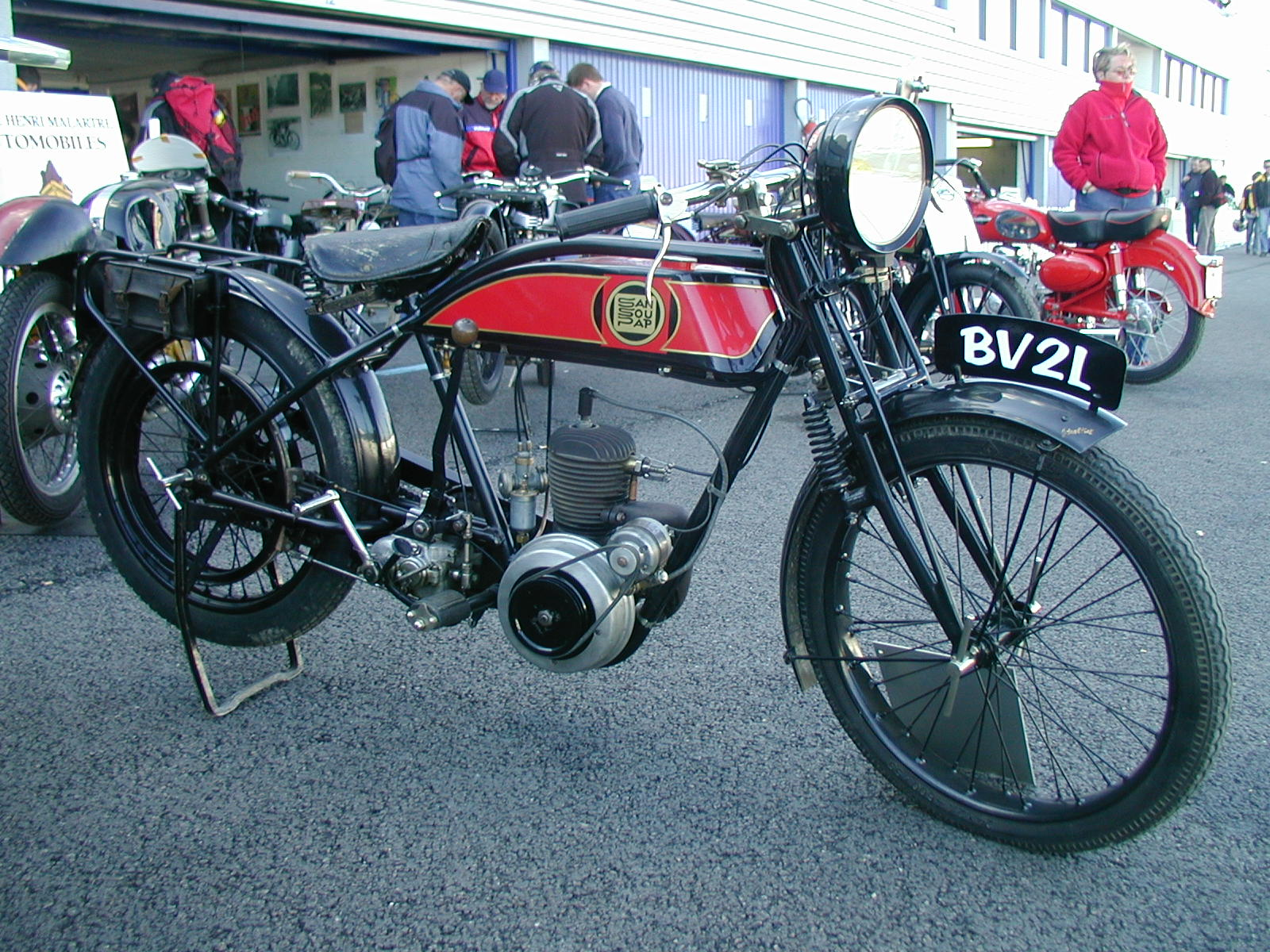
Une San Sou Pap

San Sou Pap est un fabricant de motocyclettes français.
Située à Pantin, la marque fut fondée par les Éts. Desouches, David & Cie en 1926 et distribuée par l’agence de vente Motex.
Le nom de la marque fait, bien entendu, allusion aux moteurs 2 temps, avec lesquels elle a commencé.
Elle disparaît en 1947, avec son fondateur David Raymond.

## Modèles
100 à 500 cm³, avec diverses marques de moteurs, 2 ou 4 temps (moteurs maison, Stainless, Aubier-Dunne, JAP, Velocette, Triumph modifié, MAG). Cadres en tubes ou tôles embouties.